# A titkos ablak
A titkos ablak (eredeti cím: Secret Window) David Koepp 2004-ben bemutatott horror drámája Johnny Depp főszereplésével. A film Stephen King Titkos ablak, titkos kert című kisregénye alapján készült. Magyarországon 2004. június 3-án mutatták be.

## Történet
Az írókkal többnyire soha nem történik semmi. Ők nem élik az életet, hanem kitalálnak valami ahhoz hasonlót, aztán eladják. Mort Rainey (Johnny Depp) azonban rég nem ír. Korábbi sikerei sem segítenek; a válása nagyon megviselte. Naponta tizenhat órát heverészik egy hegyi házikó heverőjén, a többit átalussza. Szeretne dolgozni, de egyetlen normális mondatot is képtelen leírni. Szenved. Azután minden még rosszabb lesz. Mert feltűnik egy különös idegen (John Turturro), aki azt állítja, hogy Mort tőle lopta egyik korábbi bestsellerét. Az író szeretné bebizonyítani, hogy az ő változata jóval korábban jelent meg, de valahogy sehol sem talál egy példányt. Az idegen egyre gyakrabban látogatja meg, egyre erőszakosabb lesz, egyre idegesítőbb. Kezdetben csak rámenős. De lehet, hogy inkább őrült. A ház körül egyre furcsább események zajlanak. És az író, aki eddig csak a komputer billentyűi előtt érezte elemében magát, lassacskán rájön, hogy olyasmikre is képes, amiket korábban fel sem tételezett volna magáról.

## Szereplők
| Szereplő             | Színész           | Magyar hang        |
| -------------------- | ----------------- | ------------------ |
| Morton 'Mort' Rainey | Johnny Depp       | Stohl András       |
| John Shooter         | John Turturro     | Józsa Imre         |
| Amy Rainey           | Maria Bello       | Kis Eszter         |
| Ted Milner           | Timothy Hutton    | Sztarenki Pál      |
| Ken Kelsch           | Charles S. Dutton | ifj. Jászai László |
| Dave Newsome sheriff | Len Cariou        | Gruber Hugó        |
| Mrs. Garvey          | Joan Heney        | Bessenyei Emma     |
| Tom Greenleaf        | John Dunn Hill    |                    |
| tűzoltó              | Vlasta Vrana      | Kapácsy Miklós     |
| Bradley nyomozó      | Matt Holland      |                    |
| Fran                 | Gillian Ferrabee  |                    |